# BB 20011-20012
Les BB 20011 et 20012 sont deux locomotives électriques prototypes de la SNCF, conçues sur la base de deux BB 22200, et destinées à la mise au point de locomotives bicourant à moteurs synchrones, les « Sybic », la série des BB 26000. La BB 20012 est plus spécialement destinée à la mise au point du nouveau système de freinage pneumatique qui se conjugue au freinage électrique.

## Description
Elles proviennent de la transformation des BB 22379 et 22380 alors en construction, respectivement en 1985 et 1986. Leur livrée spécifique est proche de celle de la BB 10004 mais se distingue par une face avant aux couleurs inversées (orange à bande bleue).
En 1992, elles sont versées aux Infra après mise au type BB 622379-80 TTU (pour Tunnel sous la manche, TVM 430 et Unités Multiples). Elles sont de plus équipées de câblots en face avant pour le contrôle de la TVM depuis des voitures d'essais. Ce sont des locomotives aptes à 200 km/h.

## Modélisme
- La BB 20011 a été reproduite en HO par les firmes Märklin, Roco et LS Models, et à l'échelle N par Fleischmann.